# مارك ستوك
مارك ستوك (بالإنجليزية: Mark Stock)‏ هو رسام أمريكي، ولد في 4 أغسطس 1951 في فرانكفورت في ألمانيا، وتوفي في 26 مارس 2014 في أوكلاند في الولايات المتحدة.